# 2141 Simferopol

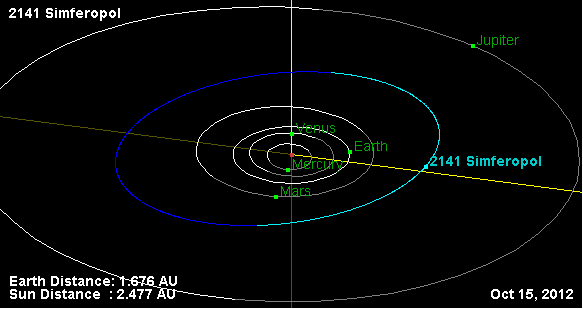

2141 Simferopol è un asteroide della fascia principale. Scoperto nel 1970, presenta un'orbita caratterizzata da un semiasse maggiore pari a 2,8051117 UA e da un'eccentricità di 0,1277297, inclinata di 5,95023° rispetto all'eclittica.